# كيسي بليك
كيسي بليك (بالإنجليزية: Casey Blake)‏ هو لاعب كرة قاعدة أمريكي، ولد في 23 أغسطس 1973 في دي موين في الولايات المتحدة.

## وصلات خارجية
- كيسي بليك على موقع دوري كرة القاعدة الرئيسي (الإنجليزية)
- كيسي بليك على موقعبيزبول رفرنس.كوم (الدوري الرئيسي) (الإنجليزية)
- كيسي بليك على موقعبيزبول رفرنس.كوم (الدوري الثانوي) (الإنجليزية)
- كيسي بليك على موقع إي إس بي إن.كوم (أم.أل.بي) (الإنجليزية)
- كيسي بليك على موقع مشجعي الرسوم البيانية (الإنجليزية)